# Nicholas Daniel
Pour les articles homonymes, voir Daniel.
Nicholas Daniel (né le 9 janvier 1962) est un hautboïste et chef d'orchestre britannique. En 2003, il est devenu directeur artistique du Festival international de musique de Leicester.

## Formation
Il a reçu sa formation à l'École de la cathédrale de Salisbury (en) et à l'École Purcell pour jeunes musiciens (en).

## Récompenses
Nicholas Daniel a remporté le concours Jeune musicien de l'année de la BBC (en) en 1980 et a reçu en 2011 The Queen's Medal for Music.

## Enseignement
Daniel a été professeur de hautbois à la Guildhall School of Music and Drama pendant dix ans, puis en 1997 est devenu professeur de hautbois et de direction à l'école de musique de l'Université de l'Indiana. Il a alors été invité comme Prince Consort Professor of Oboe au Royal College of Music à Londres. En 2004, il a été nommé professeur de hautbois à la Musikhochschule de Trossingen, Allemagne.

## Collaborations
Nicholas Daniel est un membre fondateur du Haffner Wind Ensemble et de l'Orchestre symphonique Britten (en). Il a formé un duo avec le pianiste Julius Drake en 1981.
Comme Premier hautbois de l'Orchestre symphonique Britten (en), Daniel a fréquemment joué au sein de cet orchestre, également comme soliste ou chef d'orchestre.

## Commandes
Daniel a commandé et créé beaucoup de nouvelles œuvres pour le hautbois, pour accroitre son statut comme instrument soliste. Parmi ces œuvres, on trouve: 
- The Kingdom of Dreams par John Woolrich (1989)
- Double Concerto par Simon Bainbridge (1990)
- An Interrupted Endless Melody par Harrison Birtwistle (1991)
- First Grace of Light par Peter Maxwell Davies (1991)
- Helios par Thea Musgrave (1994)
- Oboe Concerto par John Woolrich (1996)
- Oboe Concerto par Nigel Osborne (1998)
- Oboe Quintet par John Woolrich (1998)
- Three Capriccios for solo oboe par John Woolrich (2001)
- Two's Company par Thea Musgrave (2005)
- The Fabric of Dreams par Michael Zev Gordon (2006)[4].
- Kaleidoscopes par John Tavener (2006)[5]
- Sorella par Rory Boyle (en) (2007)[6].
- Oboe Concerto par James MacMillan (2010).

## Enregistrements
Daniel a enregistré de nombreux albums, soit pour instrument soliste soit pour musique de chambre, dont:
- Alwyn oboe concerto
- Alwyn Chamber works
- Alwyn Chamber works vol 2
- Alwyn Orchestral works
- Arnold Orchestral works: Fantasia Conifer
- Berkeley oboe concerto
- Bliss Chamber works
- Finzi Orchestral works: Eclogue
- Finzi, Howells, Patterson works for oboe & piano
- Horovitz oboe concerto
- Martinu Sinfonia Concertante
- Moeran Fantasy Quartet
- Mozart Sinfonia Concertante in E flat
- Mozart Wind Concertos
- Mozart Chamber works
- Musgrave Helios; Memento Vitae
- Strauss Sinfonia no 2; oboe concerto
- Woolrich The Ghost in the Machine
- French Chamber Music for Woodwinds
- French Oboe Sonatas
- Five Italian Oboe Concertos
- Oboe Alone
- Oboe Sonatas with Julius Drake
- Vaughan Williams and MacMillan oboe concertos